# Universidade Nicolau Copérnico de Toruń
A Universidade Nicolau Copérnico de Toruń (em polaco: Uniwersytet Mikołmaltrata Kopernika w Toruniu) é uma universidade pública localizada na cidade de Toruń, em Polónia. Foi baptizada em honra a Nicolás Copérnico, que nasceu nessa mesma cidade em 1473. A universidade é sede dos Angels Toruń, equipa de futebol americano da PLFA, a máxima divisão do país.
17 849 (12.2023)

## Faculdades
- Faculdade de Matemáticas aplicadas e informática
- Faculdade de Ciências políticas
- Faculdade de Física
- Faculdade de Química
- Faculdade de Biologia
- Faculdade de Medicina
- Faculdade de Direito
- Faculdade de Ciências económicas
- Faculdade de Ciências da saúde
- Faculdade de Idiomas
- Faculdade de Teología
- Faculdade de Humanidades
- Faculdade de Belas Artes
- Faculdade de História
- Faculdade de Magisterio
- Faculdade de Administração
- Faculdade de Astronomia

## Alunos notáveis
- Aleksander Wolszczan, astrónomo polaco.
- Roman Ingarden, filósofo e teórico polaco.
- Zbigniew Herbert, poeta e dramaturgo.
- Adolf Hyła, pintor e professor de arte.
- Krzysztof Pomian, filósofo e ensayista.